# Virginijus Praškevičius
Virginijus Praškevičius, né le 3 avril 1974 à Kaunas, dans la République socialiste soviétique de Lituanie, est un joueur lituanien de basket-ball, évoluant au poste de pivot.

## Biographie

### Palmarès
- Champion d'Europe 2003
- Vainqueur de la Coupe Saporta 1998 (Zalgiris Kaunas)
- Champion de Belgique 2001, 2002 (Ostende)